# 小林一也
小林 一也（こばやし かずや、1928年9月21日 ‐ 2015年3月9日）は、日本の教育学者。拓殖大学名誉教授、日本工業技術教育学会名誉会長。
新潟県柏崎市生まれ。1948年長岡工業高等専門学校工業化学科（のち新潟大学工学部）卒、立正大学文学部地理学科卒。1948年から中学校、高等学校で教える。1968年東京都教育庁指導部指導主事、1976年同主任指導主事、1981年東京都立工業技術教育センター指導部長、東京工業大学非常勤講師、1983年東京都立小石川工業高等学校校長。全国工業高等学校長協会理事長、顧問。1989年拓殖大学工学部教授、早稲田大学非常勤講師、1994年日本工業技術教育学会長。1999年拓殖大学名誉教授。フレンド幼稚園長。

## 著書
- 『実践教育工学 未来社会と授業実践』黎明書房 1970
- 『教職教育の方法』実教出版 1993
- 『教職「工業」の教育』実教出版 1994
- 『学校の興亡』日本教育新聞社出版局 1997
- 『資料日本工業教育史』実教出版 2001
- 『続・資料日本工業教育史』実教出版 2003
- 『立国の礎』実教出版 2010
- 『万華鏡』早稲田電子出版局 2012

### 共編著
- 『授業を生かすフローチャート』編著 帝国地方行政学会 1973
- 『授業実践と教育機器 小・中学校編』坂元昂共編著 明治図書出版 1973
- 『中学校教育機器活用法の研究 国語科編』輿水実共編 明治図書出版 1973
- 『中学校教育機器活用法の研究 社会科編』元木健共編 明治図書出版 1973
- 『中学校教育機器活用法の研究 数学科編』川口廷共編 明治図書出版 1973
- 『中学校教育機器活用法の研究 理科編』中村次郎共編 明治図書出版 1973
- 『中学校教育機器活用法の研究 英語科編』須々木斐子共編 明治図書出版 1974
- 『学習目標分析の方法』編著 学習研究社 教育選書 1977
- 『現代学校教育の源流 明治・大正期の授業・教育実践の構造』編著 ぎょうせい 1981
- 『80年代の高校生教育』日比行一共編著 ぎょうせい 1981
- 『授業評価の基本と実際』古藤泰弘共著 学習研究社 現代教職研究双書　1982
- 『授業評価の基本と実際 2』古藤泰弘共著 才能開発教育研究財団/教育工学研究協議会 授業研究双書 1986
- 『新学校教育全集 24 学校諸表簿』熱海則夫共著 ぎょうせい 1994
- 『新学校教育全集 18 教育相談』水越敏行共編 ぎょうせい 1994
- 『新学校教育全集 12 学級活動』永岡順共編 ぎょうせい 1994
- 『新学校教育全集 7 情報化と学校教育』水越敏行共編 ぎょうせい 1994
- 『新学校教育全集 13 児童・生徒会とクラブ』奥田真丈共編 ぎょうせい 1994
- 『新学校教育全集 10 保健・体育・給食』奥田真丈共編 ぎょうせい 1994
- 『新学校教育全集 25 学校施設・設備』永岡順共編 ぎょうせい 1995
- 『新学校教育全集 11 学校安全』永岡順共編 ぎょうせい 1995
- 『新学校教育全集 19 心身障害児教育』熱海則夫共編 ぎょうせい 1995
- 『新学校教育全集 23 校務分掌』永岡順共編 ぎょうせい 1995
- 『新学校教育全集 14 学校行事』熱海則夫共編 ぎょうせい 1995
- 『新学校教育全集 15 生徒指導』水越敏行共編 ぎょうせい 1995

## 参考
- 『現代日本人名録』2002年